# В заросшую канаву легко падать
«В заросшую канаву легко падать» (латыш. Aizaugušā grāvī viegli krist) — художественный фильм режиссёра Яниса Стрейча, снятый на Рижской киностудии в 1986 году.

## Сюжет
Новый секретарь парторганизации колхоза «Росме» настойчиво ведёт бескомпромиссную борьбу с пережитками, укоренившимися в быту, казалось бы вполне преуспевающего хозяйства. На его стороне многие из тех, кому надоело пьянство и кумовщина.
Но у некоторых из колхозников, начиная с председателя, есть собственные причины быть недовольными методами новичка. Они плетут интриги, желая вызвать недовольство начальства, пишут анонимные письма и распускают грязные слухи о любовных похождениях молодого парторга.

## В ролях
- Янис Паукштелло — Витолдс
- Юрис Леяскалнс — Вандерс
- Индра Бурковска — Зане
- Гирт Яковлев — Янис
- Гунарс Цилинский — Дзелскалейс
- Улдис Думпис — Вилсон
- Варис Ветра — Кайзак
- Лига Лиепиня — Лаймите
- Эвалдс Валтерс — Торнис
- Леонид Грабовскис — тракторист
- Байба Индриксоне — директор школы
- Олга Дреге — доярка
- Вера Сингаевская — эпизод

## Съёмочная группа
- Авторы сценария: Паулс Путниньш, Янис Стрейч
- Режиссёр-постановщик: Янис Стрейч
- Оператор-постановщик: Харий Кукелс
- Композитор: Улдис Стабулниекс
- Художник-постановщик: Юрис Байкс
- Звукооператор: Глеб Коротеев
- Режиссёр: Я. Целмс
- Оператор: Е. Аугустс
- Художник по костюмам: Вечелла Варславане
- Художник-гримёр: Эдите Нориете
- Монтажёр: Майя Индерсоне
- Редакторы: А. Зиле, Н. Золотонос
- Директор: Юрий Евсеев